# Ignacio Bosque Muñoz
Ignacio Bosque Muñoz (Isso, Hellín, Albacete, 6 d'agost de 1951) és un lingüista espanyol catedràtic de Filologia Hispànica de la Universitat Complutense de Madrid des de 1982. D'ell ha dit el lingüista mexicà José G. Moreno de Alba que «és el millor gramàtic de la llengua espanyola».

## Biografia
Va estudiar als maristes d'Alacant. Ja en la Universitat Autònoma de Madrid, va ser deixeble de Fernando Lázaro Carreter, qui li va aproximar a la gramàtica generativa i més tard li proposaria com a acadèmic. Va estudiar també en Berkeley durant els anys 1974-1975, on va ampliar els seus estudis sobre semàntica i pragmàtica. Autor de nombrosos articles i llibres sobre gramàtica espanyola, és un profund coneixedor tant de la gramàtica generativa com de la tradicional. Ha prestat una atenció especial a la relació entre el lèxic i la sintaxi. És responsable de la col·lecció «Gramática Española» de l'editorial Taurus.
El 1999 va publicar juntament amb Violeta Demonte la monumental Gramática descriptiva de la lengua española en 3 volums, l'obra de consulta més detallada publicada fins avui sobre la sintaxi i la morfologia del castellà. Va ser també el coordinador de la Nueva gramática de la lengua española (2009) afavorida per la Reial Acadèmia de la Llengua Espanyola. És la primera gramàtica acadèmica des de 1931 i ofereix el resultat d'onze anys de treball de les vint-i-dues Acadèmies de la Llengua Espanyola. En 2010 aquesta obra va rebre el Premi Internacional "El Quixot de la Manxa", concedit per la Junta de Comunitats de Castella-la Manxa.
És així mateix autor de nombrosos llibres i articles sobre diferents aspectes de la gramàtica espanyola (en particular, sobre el temps, el mode i l'aspecte verbal, la negació, la subordinació, la determinació, la interrogació, la coordinació i l'anàfora) i compilador d'alguns volums sobre aquestes mateixes qüestions (Indicativo y subjuntivo, 1990; Tiempo y aspecto en español, 1990; El sustantivo sin determinación, 1996). Ha editat també part dels materials gramaticals de Salvador Fernández Ramírez sobre La derivación nominal (1986) i El verbo y la oración (1986). També és autor de Sobre la negación (1980), Problemas de morfosintaxis (1980), Diccionario inverso de la lengua española (1987, en col·laboració amb M. Pérez Fernández), Las categorías gramaticales (1989) i Repaso de sintaxis tradicional (1994). Recentment ha dirigit, junt amb la professora V. Demonte, la Gramática descriptiva de la lengua española (Espasa Calpe, 1999), que ha estat considerada l'obra gramatical més completa en el seu gènere. També ha dirigit el Diccionario combinatorio del español contemporáneo (Ediciones SM, 2004).
És membre electe de la Reial Acadèmia Espanyola des del 4 de maig de 1995. Va prendre possessió de la seva butaca l'1 de juny de 1997 i és Ponent de la seva Comissió de Gramàtica. Va ser escollit en 2011 membre de l'Acadèmia Europaea - The Academy of Europe.
És doctor honoris causa per la universitat d'Alacant, per la universitat de Còrdova (Argentina), per la Universitat d'El Salvador (Argentina) i per la Universitat Americana de Nicaragua. Ha estat guardonat amb el Premi Internacional Alfonso Reyes en 2012, atorgat pel govern de Mèxic, per les seves aportacions en l'estudi de la llengua espanyola; Premi Nacional de Recerca 2010, amb el Premi de Recerca en Humanitats "Julián Marías" 2010 de la Comunitat de Madrid, amb el Premi "Eduardo Benot" 2010 al rigor científic i lingüístic, i amb el Premi Extraordinari "Nebrija" el 1993.
Ha estat professor visitant en la Universitat d'Utrecht (Holanda), en l'Ohio State University (EUA), en la universitat de Lovaina (Bèlgica), en la universitat de Sophia (Japó) i en la universitat de Minessota (EUA) i ha dirigit més de vint tesis doctorals.